# Braian Rodríguez
Braian Damián Rodríguez Carballo, mais conhecido como Braian Rodríguez (Salto, Uruguai, 14 de agosto de 1986), é um futebolista uruguaio que atua como atacante. Atualmente joga pelo Juventud.

## Carreira

### O Início no Uruguai
Estreou como profissional em 2005 pelo Club Atlético Cerro, equipe que defendeu até o final de 2006, jogando como meia. Em 2007 acertou com o Club Atlético Rentistas, onde se manteve por somente seis meses. No segundo semestre deste mesmo ano, jogou pelo Tacuarembó Fútbol Club, onde não marcou muitos gols, porém os tentos anotados foram suficientes para o consolidar como um dos destaques da equipe, tanto, que desperta o interesse do Club Atlético Peñarol, que posteriormente consolidou sua contratação. No Carbonero marcou dois, no período de um ano.

### Argentina e Peru
Em 10 de janeiro de 2010, passa a atuar no futebol da argentina, vestindo a camisa do Club Atlético Tigre, onde não teve boa performance. Foram 2 gols e 3 assistências em 12 partidas. Depois de 6 meses o Club Atlético Tigre dispensa Braian. Em 15 de julho de 2010 se transfere para a Club Deportivo Universidad de San Martín de Porres do Peru, e novamente teve uma passagem discreta, desta vez em virtude da forte concorrência de Germán Alemanno e Héber Arriola em sua posição, fato que implicou na falta de oportunidades no time titular. Após 1 gol e 2 assistências em 5 jogos o atleta teve seu contrato rescindido. Ainda assim, esta passagem pelo clube peruano rendeu ao atleta o segundo título de sua carreira, o Campeonato Descentralizado 2010, a primeira divisão peruana daquele ano.

### O auge da carreira no Chile
Após rescindir o contrato com a equipe peruana o atleta seguiu para o Chile, em 1 de janeiro de 2011 assinou contrato para defender as cores do Club de Deportes Unión La Calera, equipe na qual marcou 10 gols e fez 3 assistências em 35 partidas, se tornando um dos principais nomes da temporada 2011, foi neste período que o atleta passou a atuar como centroavante. O time que no ano anterior havia subido para a Primera División de Chile atingiu as semi-finais nos play-offs do Torneo Apertura 2011 e a 7ª colocação no Torneo Clausura 2011, sendo 6º colocado na Primera División de Chile 2011. O bom desempenho durante o anos de 2011 o leva fechar com o Club Deportivo Huachipato em 13 de janeiro de 2012, no qual faz a melhor campanha de sua carreira, marcando 27 gols e 12 assistências em 58 partidas, já no primeiro ano que chegou ao clube tornou-se campeão do Torneio Clausura 2012 no segundo semestre, sendo um dos principais goleadores, figurando entre os melhores jogadores da competição. O título de 2012 leva o Club Deportivo Huachipato a Copa Libertadores da América de 2013, onde Braian tem o melhor momento de sua carreira sendo considerado uma das revelações do torneio, em virtude dos gols anotados contra Grêmio Foot-Ball Porto Alegrense e Fluminense Football Club, e do hat-trick contra o Caracas Fútbol Club na Venezuela. Mesmo com a eliminação precoce na primeira fase a performance iria render novos ares na carreira de Braian.

### Espanha
Seu bom desempenho na Copa Libertadores da América de 2013 levou o jogador a Europa. Em 23 de julho de 2013, o jogador firma contrato com o Real Betis Balompié, para disputar La Liga de 2013–14. No novo clube o jogador não repete o bom desempenho que teve no Chile, o Real Betis Balompié acabou sendo rebaixado nesta temporada e Braian sendo emprestado para outro clube da Segunda Divisão Espanhola, o Club Deportivo Numancia de Soria depois de ter marcado 2 gols e 2 assistências em 15 partidas disputadas. O contrato de empréstimo foi assinado em 15 de agosto de 2014, com duração até 1 de março de 2015. Durante o período do empréstimo o jogador novamente não teve bom rendimento, tendo marcado apenas 5 gols e 1 assistência em 22 partidas que disputou. Ao término do período de empréstimo, o Club Deportivo Numancia de Soria não teve interesse em renovar o contrato, e também o Real Betis Balompié não tinha planos de aproveitar o jogador em seu elenco. Foi quando apareceu o Grêmio Foot-Ball Porto Alegrense do Brasil, com interesse em contratar o atleta.

### Grêmio
No dia 2 de março de 2015 o Grêmio Foot-Ball Porto Alegrense acertou sua contratação por empréstimo até junho de 2016 com salários de R$ 150 mil por mês. O Real Betis Balompié teve direito a uma compensação financeira não revelada.
Sua estreia pelo clube gaúcho foi em 11 de março de 2015 contra o Ypiranga Futebol Clube (Erechim) em partida válida pelo Gauchão 2015. Entrou aos 14 minutos do segundo tempo da partida, substituindo Yuri Mamute.
Seu primeiro gol pelo Tricolor Gaúcho foi em 14 de março de 2015, na segunda partida que disputou (Desta vez atuando no jogo desde o início), na Arena do Grêmio pela 11ª rodada da primeira fase do Gauchão 2015 contra o Esporte Clube Cruzeiro (Cachoeirinha). Aos 37 minutos da segunda etapa, Giuliano atraiu a marcação para a ponta esquerda e passou a bola no meio da área para Braian Rodríguez, que sozinho, apenas empurrou a bola pra rede. O atacante marcaria apenas dois gols em sua passagem pelo tricolor gaúcho.

### Everton
Depois de ser dispensado pelo Grêmio e o Betis da Espanha não prorrogar seu contrato, foi comprado pela equipe chilena do Everton. Teve bom início de temporada tendo marcado 9 gols em 18 jogos.

### Pachuca
Em 2017, depois de sair do Everton, foi para o Pachuca onde chegou para ajudar a disputar Copa dos Campeões da CONCACAF se consagrando campeão, fato que ocasionou a participação do clube na Copa do Mundo de Clubes 2017.

## Títulos
Peñarol
- Campeonato Uruguaio: 2009–10

Universidad San Martín
- Campeonato Peruano: 2010

Huachipato
- Campeonato Chileno: Torneo Clausura 2012

Pachuca
- Liga dos Campeões da CONCACAF: 2016–17